# 阔叶竹桃
阔叶竹桃（学名：Thevetia ahouai）是夹竹桃科黄花夹竹桃属的植物，乳汁與果實有毒，为中国的特有植物。分布在巴西以及中国大陆的广东等地，目前已由人工引种栽培。